# Súper Rugby Pacific 2022
El Súper Rugby Pacific 2022 fue la temporada número 27 del Súper Rugby, que se realizó entre el 18 de febrero y el 18 de junio. La institución organizadora es la Sanzaar, con la participación de doce equipos pertenecientes a tres países de Oceanía: cinco equipos de Nueva Zelanda (Blues, Chiefs, Crusaders, Highlanders y Hurricanes), cinco de Australia (Brumbies, Rebels, Reds, Waratahs y Western Force), uno de Fiyi (Fijian Drua) y un combinado de isleños del Pacifico (Moana Pasifika).
Fue el primer torneo oficial luego de la exclusión del equipo de Argentina (Jaguares) y el de Japón (Sunwolves), además del traslado de los cuatro de Sudáfrica (Bulls, Lions, Sharks y Stormers) al United Rugby Championship.

## Forma de disputa
Fase regular
La fase regular consta de 15 fechas que se disputan en igual cantidad de semanas sucesivas. Cada equipo queda libre en una fecha y debe disputar 14 partidos:
- once contra cada uno de los demás equipos;
- tres contra los equipos de su mismo país (Fijian Drua jugará con australianos y Moana Pasifika contra equipos de Nueva Zelanda);

Puntuación
Para ordenar a los equipos en la tabla de posiciones se los puntuará según los resultados obtenidos.
- 4 puntos por victoria.
- 2 puntos por empate.
- 0 puntos por derrota.
- 1 punto bonus por ganar haciendo 3 o más tries que el rival.
- 1 punto bonus por perder por siete o menos puntos de diferencia.

Eliminatorias
Los ocho mejores equipos en la tabla general clasificarán a los cuartos de final.
En caso de empate en puntos, corresponde aplicar las siguientes reglas de desempate:
1. Mayor cantidad de partidos ganados;
2. Mayor diferencia de puntos;
3. Mayor cantidad de tries;
4. Mejor diferencia de tries favor y en contra;
5. Sorteo tirando una moneda.

Los ganadores de cuartos de final avanzarán a las semifinales, donde el mayor cabeza de serie es local y enfrenta al de menor posición. El ganador de cada semifinal pasa a la final, en la sede del equipo de mayor cabeza de serie.
En caso de empate al finalizar el tiempo reglamentario en la etapa eliminatoria, los equipos disputarán dos tiempos suplementarios de 10 minutos cada uno. Si finalizados los mismos continúa el empate, se debe resolver a primera diferencia ("muerte súbita") durante un tiempo de 10 minutos, sorteándose qué equipo patea la salida y el campo correspondiente a cada uno.
El equipo ganador de la final se proclama campeón.

### Reglas especiales
El Súper Rugby aplica reglas especiales que lo diferencian de las generales del rugby establecidas por la World Rugby (WR). Las dos principales son:
- El punto bonus ofensivo se obtiene cuando el equipo vencedor anota tres o más tries que su oponente. Esta regla se diferencia de la sancionada por la WR, que asigna un punto bonus al equipo que anota cuatro tries o más, sin relación alguna con la cantidad anotada por el oponente.[4]
- En caso de penal una vez que ha sonado la sirena de final del tiempo de juego, el equipo favorecido con la sanción tiene la opción de patear al touch y obtener un line out.

## Clasificación
| Pos. | Equipo         | Encuentros | Encuentros | Encuentros | Encuentros | Tantos | Tantos | Tantos | PB | PB | Puntos |
| Pos. | Equipo         | PJ         | PG         | PE         | PP         | F      | C      | Dif    | BO | BD | Puntos |
| ---- | -------------- | ---------- | ---------- | ---------- | ---------- | ------ | ------ | ------ | -- | -- | ------ |
| 1.º  | Blues          | 14         | 13         | 0          | 1          | 472    | 284    | +188   | 5  | 1  | 58     |
| 2.º  | Crusaders      | 14         | 11         | 0          | 3          | 470    | 268    | +202   | 5  | 3  | 52     |
| 3.º  | Chiefs         | 14         | 10         | 0          | 4          | 453    | 348    | +105   | 4  | 1  | 45     |
| 4.º  | Brumbies       | 14         | 10         | 0          | 4          | 404    | 306    | +98    | 3  | 1  | 44     |
| 5.º  | Hurricanes     | 14         | 8          | 0          | 6          | 441    | 330    | +111   | 3  | 4  | 39     |
| 6.º  | Waratahs       | 14         | 8          | 0          | 6          | 365    | 317    | +48    | 2  | 4  | 38     |
| 7.º  | Reds           | 14         | 8          | 0          | 6          | 342    | 327    | +15    | 1  | 2  | 35     |
| 8.º  | Highlanders    | 14         | 4          | 0          | 10         | 348    | 345    | +3     | 2  | 5  | 23     |
| 9.º  | Western Force  | 14         | 4          | 0          | 10         | 326    | 443    | −117   | 2  | 5  | 23     |
| 10.º | Rebels         | 14         | 4          | 0          | 10         | 320    | 469    | −149   | 0  | 4  | 20     |
| 11.º | Fijian Drua    | 14         | 2          | 0          | 12         | 261    | 518    | −257   | 0  | 4  | 12     |
| 12.º | Moana Pasifika | 14         | 2          | 0          | 12         | 267    | 514    | −247   | 0  | 2  | 10     |

|  | Cuartos de final. |

## Fase final

### Cuartos de final
| 3 de junio | Crusaders | 37 - 15 | Reds | Rugby League Park, Christchurch |  |

| 4 de junio | Chiefs | 39 - 15 | Waratahs | FMG Stadium, Hamilton |  |

| 4 de junio | Blues | 35 - 6 | Highlanders | Eden Park, Auckland |  |

| 4 de junio | Brumbies | 35 - 25 | Hurricanes | GIO Stadium, Canberra |  |

### Semifinal
| 10 de junio | Crusaders | 20 - 7 | Chiefs | Rugby League Park, Christchurch |  |

| 11 de junio | Blues | 20 - 19 | Brumbies | Eden Park, Auckland |  |

### Final
| 18 de junio | Blues | 7 - 21 | Crusaders | Eden Park, Auckland |  |

| Bandera de Nueva Zelanda |
| Campeón Crusaders        |
| Décimo primer título     |